# Tom Jones (film)
Pour les articles homonymes, voir Jones et Tom Jones.
Pour plus de détails, voir Fiche technique et Distribution.
Tom Jones est un film britannique réalisé par Tony Richardson, sorti en 1963. Le scénario est tiré de l'Histoire de Tom Jones, enfant trouvé, un roman d'Henry Fielding paru en 1749.

## Synopsis
Les aventures d'un bâtard éduqué par un noble, dans la haute société britannique du XVIIIe siècle.

## Fiche technique
- Titre : Tom Jones
- Réalisation : Tony Richardson
- Scénario : John Osborne adaptation libre du livre de Henry Fielding[1]
- Production : Michael Holden, Oscar Lewenstein, Tony Richardson et Michael Balcon pour Woodfall Film Productions
- Musique : John Addison
- Photographie : Walter Lassally
- Montage : Antony Gibbs (en)
- Décors : Ralph W. Brinton et Josie MacAvin
- Costumes : John McCorry
- Sociétés de distribution : Lopert Pictures Corporation (États-Unis) ; United Artists (Royaume-Uni)
- Pays de production :  Royaume-Uni
- Langue : anglais
- Format : Couleurs
- Genre : Comédie dramatique
- Durée : 128 minutes
- Dates de sortie : 
  - Royaume-Uni : 27 juin 1963
  - Italie : 27 juin 1963 (Mostra de Venise 1963)
  - France : 11 décembre 1963
- Affiches : Macario Gómez Quibus (Espagne), Gilbert Allard (France)

## Distribution
- Albert Finney (VF : Michel Le Royer) : Tom Jones
- Susannah York (VF : Michèle André) : Sophie Western
- Hugh Griffith (VF : Serge Nadaud) : Squire Western
- Edith Evans (VF : Lucienne Givry) : Miss Western
- Joan Greenwood : Lady Bellaston
- Diane Cilento : Molly Seagrim
- David Tomlinson : Lord Fellamar
- Rosalind Knight : Mme Fitzpatrick
- David Warner (VF : Roger Rudel) : Blifil
- George Devine (VF : Jacques Berlioz) : Squire Allworthy
- Freda Jackson : Mme Seagrim
- Wilfrid Lawson (VF : Gérard Hernandez) : Black George
- Jack McGowran (VF : Henri Virlojeux) : Partridge
- Joyce Redman : Mrs. Waters / Jenny Jones
- John Moffatt (VF : Bernard Dhéran) : Square, le précepteur de Tom
- Peter Bull (VF : Richard Francœur) : Thwackum
- Redmond Philipps (VF : Fernand Rauzéna) : Maître Dowling
- Mark Dignam (VF : Pierre Collet) : le capitaine de la Compagnie
- Julian Glover (VF : Jean Lagache) : le lieutenant Northerton
- George A. Cooper (VF : Henry Djanik) : Fitzpatrick
- Jack Stewart (VF : Maurice Chevit) : MacLachlan
- Rosalind Atkinson (VF : Marie Francey) : Mme Miller

## Titres originaux
- Tom Jones : de l'alcôve à la potence en France
- Entre l'alcôve et la potence en Belgique

## Distinctions
- 4 Oscar du cinéma gagnés :
  - Oscar du meilleur film
  - Oscar du meilleur réalisateur
  - Oscar de la meilleure musique de film
  - Oscar du meilleur scénario adapté
- BAFTA du meilleur film en 1964.
- BAFTA du meilleur film britannique en 1964.